# Ground-Based Midcourse Defense
Ground-Based Midcourse Defense (GMD), er navnet på et amerikansk projekt for oprettelse af et missilskjold. GMD er en militær strategi med tilknyttede systemer til beskyttelse af hele nationer mod angribende atomare ballistiske missiler. Projektet der tidligere hed National Missile Defense blev omdøbt i 2002 med henblik på at skelne mellem land-, luft- og søbaserede missilforsvarssystemer som f.eks. Sea-Based X-Band Radar.
Angribende missiler kan imødegås af antiballistiske missiler eller laser. Missilerne kan nedkæmpes nær affyringsrampen (boost phase), under flyvning (mid-course phase) eller ved atmosfærisk genindtræden (terminal phase).
Systemet har været under udvikling siden 1990'erne. Fra 2006 har dette system været operativt, men med begrænset evne. I efteråret 2006 havde USA succes med en test, hvor et langtrækkende missil blev affyret fra Alaska mod det kontinentale USA. 17 minutter senere blev et antiballistisk missil affyret fra Vandenberg Air Force Base i Californien. Ude i rummet udløstes selve det sprænghoved, der skulle finde og uskadeliggøre det fjendtlige missil.
Præsident George W. Bush støttede opbygningen af et missilskjold, der med baser i Polen og Tjekkiet skulle beskytte Europa og USA mod et atomangreb fra Iran. Planerne stødte mod stigende modstand af såvel militære som teknologiske og politiske årsager, og i september 2009 besluttede Bushs afløser Barack Obama at skrotte planerne.